# Боггс, Генриетта
Генриетта Боггс (англ. Henrietta Boggs; 6 мая 1918, Спартанберг, Южная Каролина — 9 сентября 2020, Монтгомери) — американская писательница, журналист и активистка. Первая леди Коста-Рики с 1948 по 1949 год, сразу после Гражданской войны.

## Биография
Боггс родилась в 1918 году в семье Меты Лонг и Ральфа Эмерсона Боггса, пресвитерианского старейшины. В 1923 году её семья переехала в Бирмингем, штат Алабама, где её отец начал строительный бизнес.
После окончания средней школы Боггс поступила в Южный колледж Бирмингема, где изучала английский язык и была репортёром студенческой газеты. Во время летних каникул Генриетта отправилась навестить своих тётю и дядю, которые вышли на пенсию и жили в Коста-Рике. Там она познакомилась и позднее вышла замуж за Хосе Фигереса Феррера.
Фигерес возглавил оппозиционные силы в Гражданской войне 1948 года в Коста-Рике, проведя успешную демократическую революцию против правительства, упразднил армию и возвёл Боггс в роль первой леди, став президентом страны. Она успешно настаивала на предоставлении коста-риканским женщинам права голоса, в итоге добившись этого. Со временем Боггс осознала, что брак и политическая жизнь для неё несовместимы. Она развелась с Фигерасом в 1954 году и увезла их детей в Нью-Йорк, где стала работать в делегации Коста-Рики в Организации Объединённых Наций, продолжая при этом всю свою жизнь поддерживать страсть к писательству.
Её возвращение в Алабаму в 1969 году произошло со вторым браком с доктором Хью МакГуайром, также соучредителем River Region Living, городского журнала, который она позднее продаст, но для которого продолжает писать по сей день.
Мемуары Боггс 1992 года о её годах в Коста-Рике «Замужем за легендой: Моя жизнь с Доном Пепе» стали популярны среди читателей как в Соединённых Штатах, так и в Коста-Рике, и являются основой документального фильма «Первая леди революции» компании Spark Media.